# ГЕС Steinsfoss
ГЕС Steinsfoss — гідроелектростанція на півдні Норвегії, за 15 км на північ від Крістіансанна. Знаходячись між ГЕС Nomeland (вище за течією) та ГЕС Hunsfoss, входить до складу каскаду на річці Отра, яка впадає до протоки Скагеррак у Крістіансанні.
Станція не має власного великого сховища, проте вище по течії працює чимало резервуарів, найбільшим серед яких є Vatnedalsvatn. Забір води для ГЕС Steinsfoss відбувається з озера Beihølen, від якого через правобережний масив прямує підвідний тунель довжиною 3,5 км. Така схема дає змогу використати падіння річки на ділянці трьох послідовних порогів Steinsfoss, Paulenfoss та Urfoss.
Підземний машинний зал обладнали турбінами типу Френсіс — дві з потужністю по 23,6 МВт стали до ладу в 1957—1958 роках, а у 1985-му до них приєдналась ще одна з потужністю 61,3 МВт. При напорі у 57,4 метра це обладнання забезпечує виробітку понад 0,5 млрд кВт·год електроенергії на рік.
Відпрацьована вода повертається в Отру.